# Bambusa chungii
Bambusa chungii är en gräsart som beskrevs av Mcclure. Bambusa chungii ingår i släktet Bambusa och familjen gräs. Inga underarter finns listade i Catalogue of Life.

## Bildgalleri

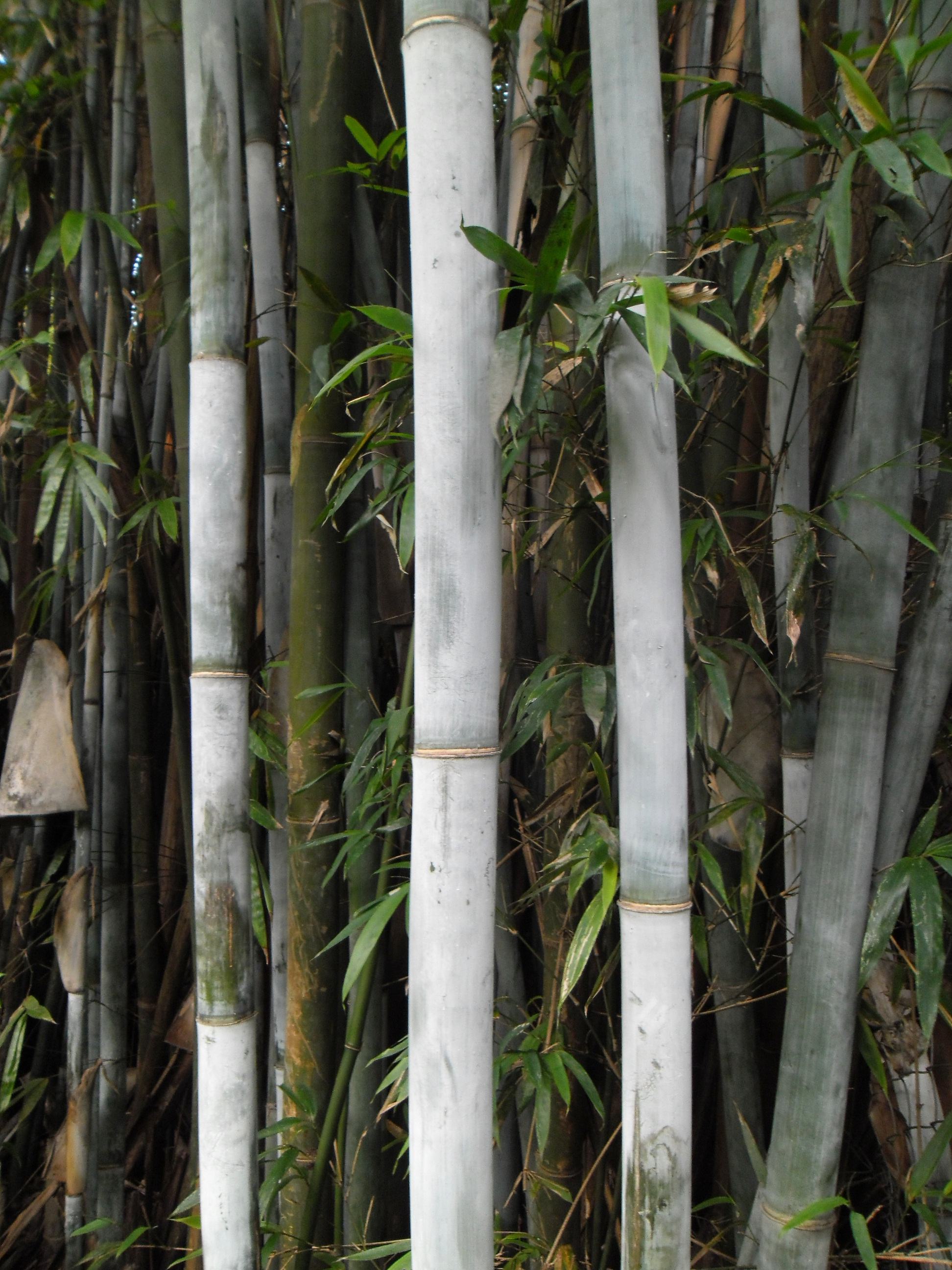
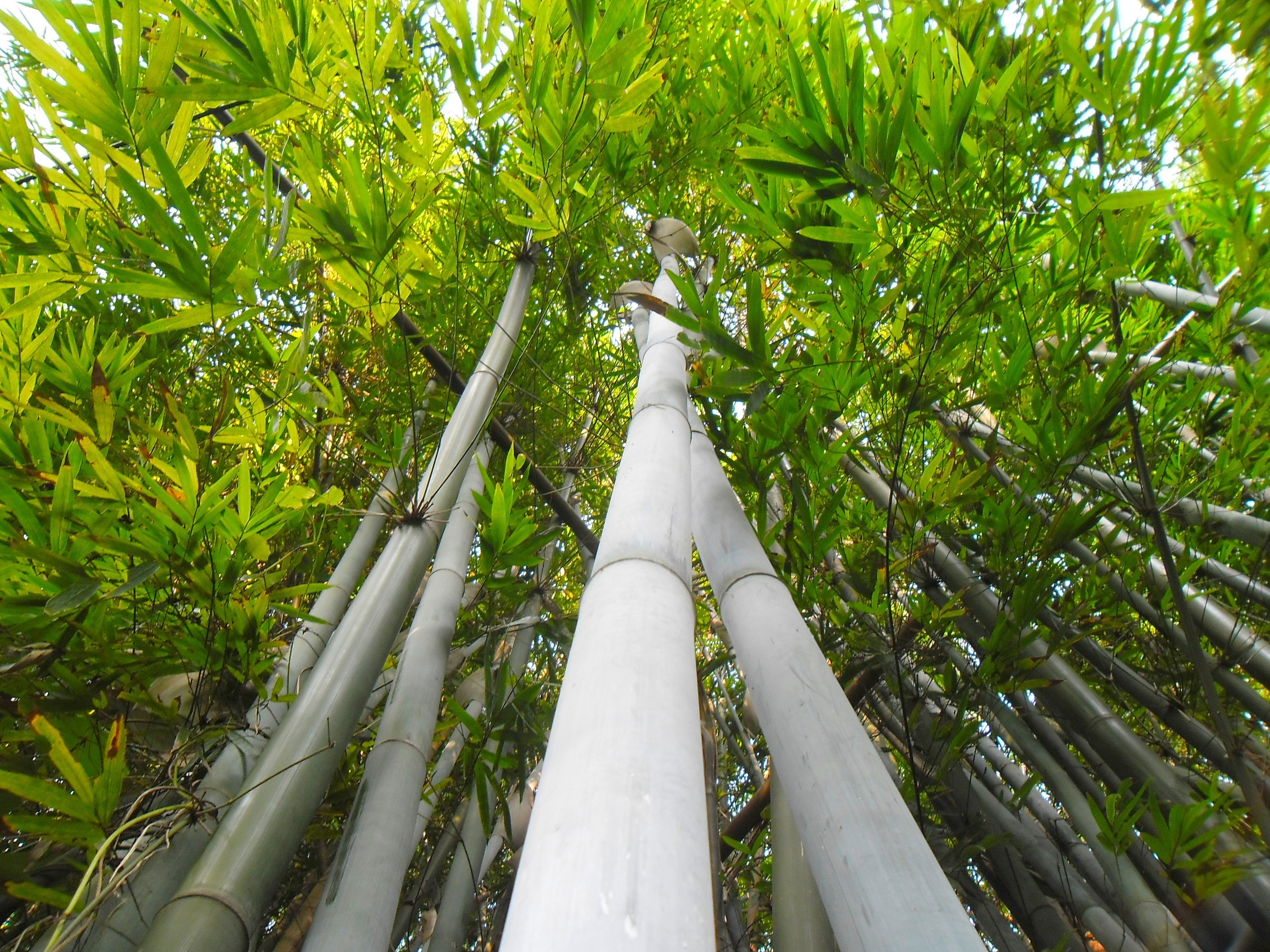